# ジェル (ファラオ)
ジェル (Djer) は、古代エジプトのエジプト第1王朝の第3代ファラオ。マネトの王名表ではアトティス (Athothis) またはアトティ (Atoti) と呼ばれている。
ジェルの生涯についてはほとんどわかっていない。マネトによるとジェルの治世は57年間だったらしいが、最近の研究によると、実際はわずか2年間だったようである（前3000頃 - 前2999頃）。
ナイルデルタにおいてリビア人と数度交戦したと考えられている。また、下ヌビアにはジェルがヌビア遠征を行ったことを記念する碑文が残されている。
先代のホル・アハと同様、死後はアビュドスに埋葬された。ジェルの墓の近くにある別の墓は、王妃メルネイトの墓であろうとされている。メルネイトは後のデン王の母であり、ジェルが若年の間は摂政を務めたようである。
第18王朝以降、ジェルの墓はオシリスの墳墓として崇敬された。